# Roberto Colombo
Roberto Colombo  (Monza, Provincia de Monza y Brianza, Italia, 24 de agosto de 1975) es un exfutbolista italiano. Se desempeñaba en la posición de guardameta.

## Trayectoria
Formado en las categorías inferiores del Milan, desde 1995 fue cedido en préstamo por el club rossonero a varios equipos menores, hasta que en 2006 fue adquirido por el Bolonia, que en ese entonces militaba en la Serie B italiana. Hizo su debut en la Serie A el 19 de abril de 2009, frente al Palermo. El 29 de agosto de 2010 fichó por el Triestina (Serie B), disputando 33 partidos.
El 12 de julio de 2011 pasó al Napoli, en calidad de tercer portero, por detrás de Morgan De Sanctis y Antonio Rosati. Con la camiseta azzurra ganó el primer título de su carrera, la Copa Italia 2012, aunque no jugó ningún partido. Durante las primeras dos temporadas, no sumó presencias en el primer equipo.
El 3 de mayo de 2014 ganó su segunda Copa Italia en las filas del Napoli (en este caso también sin jugar). Tres días después, al fin, se produjo su debut con los napolitanos, reemplazando a Pepe Reina al principio de la segunda parte del partido contra el Cagliari (fecha 36 de la Serie A 2013/14), terminando con un marcador de 3-0 a favor de los partenopeos.
El 10 de julio de 2015 fichó por el Cagliari, donde se retiró en el 2017.

## Clubes
| Club                   | País   | Año         |
| ---------------------- | ------ | ----------- |
| A. C. N. Valdagno      | Italia | 1995 - 1996 |
| U. S. Fiorenzuola      | Italia | 1996 - 1997 |
| Solbiatese Arno Calcio | Italia | 1997 - 1998 |
| Calcio Monza           | Italia | 1998 - 1999 |
| Calcio Padova          | Italia | 2000 - 2005 |
| San Marino Calcio      | Italia | 2005 - 2006 |
| Bologna F. C.          | Italia | 2006 - 2010 |
| U. S. Triestina        | Italia | 2010 - 2011 |
| S. S. C. Napoli        | Italia | 2011 - 2015 |
| Cagliari Calcio        | Italia | 2015 - 2017 |

## Palmarés

### Campeonatos nacionales
| Título              | Club            | País   | Año         |
| ------------------- | --------------- | ------ | ----------- |
| Copa Italia         | S. S. C. Napoli | Italia | 2011 - 2012 |
| Copa Italia         | S. S. C. Napoli | Italia | 2013 - 2014 |
| Supercopa de Italia | S. S. C. Napoli | Italia | 2014        |